# كابوناغو
كابوناغو هي كومونا في اقليم مونزا وبريانزا في المنطقة الإيطالية لومبارديا، وتقع على بعد حوالي 12 كيلومترا (7 أميال) شمال شرق ميلانو. تحد المدن التالية كابوناغو: أغرات بريانزا ، كامبياغو ، بيسانو كون بورناغو وكاروغات.